# غونزالو كاسترو دي لا ماتا ماتا
غونزالو كاسترو دي لا ماتا ماتا (بالإسبانية: Gonzalo Castro de la Mata)‏ هو شخصية أعمال وعالم بيئة بيروفي، ولد في 1961 في ليما في بيرو.